# اوبد انامورادو
اوبد انامورادو (انگلیسی: Obed Enamorado؛ زادهٔ ۱۵ سپتامبر ۱۹۸۵) بازیکن فوتبال اهل هندوراس بود.
وی همچنین در تیم ملی فوتبال هندوراس بازی کرده است.